# Gymnanthelius lamingtonensis
Gymnanthelius lamingtonensis är en skalbaggsart som beskrevs av Perkins 2004. Gymnanthelius lamingtonensis ingår i släktet Gymnanthelius och familjen vattenbrynsbaggar. Inga underarter finns listade i Catalogue of Life.